# Телемба
Телемба (рос. Телемба) — село Єравнинського району, Бурятії Росії. Входить до складу Сільського поселення Кондінське.
Населення — 1303 особи (2015 рік).